# Лопенярка
Лопенярка — река в России, на Кольском полуострове, протекает по территории Ловозерского района Мурманской области. Устье реки находится в 39 км по левому берегу реки Поной. Длина реки — 15 км, площадь водосборного бассейна — 109 км². Вытекает из озера Лопенярского на высоте 207,7 м.

## Данные водного реестра
По данным государственного водного реестра России относится к Баренцево-Беломорскому бассейновому округу, водохозяйственный участок реки — река Поной. Речной бассейн реки — бассейны рек Кольского полуострова и Карелии, впадает в Белое море.
Код — 02020000112101000006862.